# ¿Quién me quiere a mí?
¿Quién me quiere a mí? es una película española de 1936, dirigida por José Luis Sáenz de Heredia con la ayuda de Luis Buñuel. En la composición del guion participaron, además del propio Buñuel, Enrique Horta, Enrique Pelayo y Caballero y Eduardo Ugarte. La película, de unos 90 minutos, cuenta con música compuesta por Fernando Remacha y Juan Tellería.

## Elenco
- Lina Yegros
- María Teresa Pacheco
- José Baviera
- Fernando Freyre de Andrade
- Manuel Arbó
- José María Linares Rivas
- Luis Heredia
- Raúl Cancio
- Jaume Najarro Solé
- Carlos del Pozo